# Musonia boliviana
Musonia boliviana es una especie de mantis de la familia Thespidae.

## Distribución geográfica
Se encuentra en Bolivia.